# آدرین هالووتی
آدرین هالووتی (متولد ۱۹۸۱) یک توسعه دهنده وب آمریکایی، روزنامه‌نگار و کارآفرین از شیکاگو، ایلینوی است که در آمستردام هلند زندگی می‌کند. او سازنده چارچوب وب جنگو و طرفدار «روزنامه‌نگاری از طریق برنامه‌نویسی کامپیوتر» است.